# ニュージーランドフットボール
ニュージーランドフットボール（New Zealand Football、略称: NZF）は、ニュージーランドにおけるサッカーの統括団体である。

## 概要
ニュージーランドフットボールは7つの団体を統括しており、通称「オールホワイツ (All Whites)」と呼ばれるサッカーニュージーランド代表、通称「フットボール・ファーンズ (Football Ferns)」と呼ばれるサッカーニュージーランド女子代表、さらには国内リーグであるニュージーランド・フットボールチャンピオンシップや、チャタムカップなどを管轄する。
また、オーストラリアのサッカーリーグであるAリーグ・メンに参戦するウェリントン・フェニックスFCも、ニュージーランドフットボールの管轄下にある。

## 歴史
1891年にニュージーランドサッカー協会（New Zealand Football Association）として創設された。1948年に国際サッカー連盟（FIFA）に加盟した。
1964年にアジアサッカー連盟（AFC）への加盟が認められたが、後に資格を喪失している。1966年にオーストラリアサッカー連盟と共にオセアニアサッカー連合（Oceania Football Federation）、すなわち現在のオセアニアサッカー連盟（Oceania Football Confederation = OFC）を結成した。
2007年5月にニュージーランドサッカー（New Zealand Soccer）からニュージーランドフットボール（New Zealand Football）へと名称を変更した。また、2013年にFIFAがNZFを南米サッカー連盟（CONMEBOL）に加盟させることを試みたが、NZF自身がこれを否定している。

## 傘下の団体
- オークランドサッカー連盟（英語版）
- ノーザンフットボールフェデレーション（英語版）
- Waikato/Bay of Plenty Football
- Central Football
- キャピタルフットボール（英語版）
- Mainland Football
- Football South